# Coalición Popular de Aragón
Coalición Popular de Aragón fue la sección aragonesa de la coalición electoral española Coalición Popular para concurrir a las elecciones generales de 1982. Integraba a los partidos políticos:
- Alianza Popular,
- Partido Demócrata Popular
- Partido Liberal
- y Partido Aragonés Regionalista

Presentó candidaturas en las tres circunscripciones electorales aragonesas y su cabeza de lista por Zaragoza fue Hipólito Gómez de las Roces, del PAR, el cual fue elegido diputado al Congreso. 
Los resultados totales fueron 1 escaño por la provincia de Huesca, otro por la de Teruel y 3 por la de Zaragoza, correspondiendo dentro de la coalición 4 escaños a Alianza Popular y uno al PAR.